# Interleuchina 5
L'interleuchina 5 (o IL-5) è una glicoproteina appartenente al famiglia delle interleuchine, omodimerica; essa è una citochina ed è prodotta principalmente dai linfociti T helper di tipo 2, dai mastociti e dalle cellule dendritiche. La sua funzione principale è quella di stimolare l'attivazione dei linfociti B, inducendoli soprattutto a produrre anticorpi IgA. L'interleuchina 5 funge anche da mediatore nel processo di attivazione dei globuli bianchi eosinofili. Il gene che codifica per l'interleuchina 5 è collocato sul braccio lungo del cromosoma 5 nell'essere umano e sul cromosoma 11 nel ratto; la versione umana di questo gene è posta in corrispondenza del locus 5q23-31, vicino ai geni che codificano per l'interleuchina 3, per l'interleuchina 4 e per il fattore di crescita delle colonie granulocitarie-macrofagiche (GM-CSF); tutti questi geni si trovano spesso in coespressione all'interno del linfocita T helper di tipo 2.